# アマンダ・ミシェルカ
アマンダ・ミシェルカ （Amanda Joy Michalka, または AJ, 1991年4月10日 - ）は、アメリカ合衆国の女優・シンガーソングライター。女優になる前は通信販売のカタログのモデルも務めていた。
姉のアリソン・ミシェルカと共にAly & AJというデュオを組んでいる。

## 人物
ミルウォーキーの学校に通っていたころからミュージカル作品に出演していた。
また、アコースティックギターやエレクトリックギター、ピアノ、ボンゴと言った楽器も演奏できる。
2006年3月、姉のアリソン・ミシェルカとともにディズニーチャンネルの映画『カウベルズ パパのビジネスを救え!』に出演し、MTVの映画Super Sweet 16: The Movie でも姉と共演した。
のちに『Oliver Beene』、『シックス・フィート・アンダー』、『堕ちた弁護士 -ニック・フォーリン-』、『ジェネラル・ホスピタル』と言った番組にも出演してきた。
2008年、2009年12月11日に公開の、ピーター・ジャクソン監督の映画『ラブリーボーン 』に出演が決定した。

## 出演作品
| 公開・放送年 | 作品名                                                    | 役名                   | 備考                             |
| ------------ | --------------------------------------------------------- | ---------------------- | -------------------------------- |
| 2002         | Passions                                                  | Sheridan's Daughter    | 1話                              |
| 2002         | ゴッサム・シティ・エンジェル Birds of Prey                | 若き頃のダイナ         | 2話                              |
| 2002–2004    | 堕ちた弁護士 -ニック・フォーリン- The Guardian            | Shannon Gressle        | シーズン2–3 (15話)               |
| 2003–2004    | Oliver Beene                                              | Bonnie                 | シーズン1–2 (8話)                |
| 2004         | ジェネラル・ホスピタル General Hospital                   | Ashley B.              | 3話                              |
| 2004         | シックス・フィート・アンダー Six Feet Under               | アシュリー             | 2話                              |
| 2006         | Haversham Hall                                            | Sam Tillar             | パイロット版のみ放送             |
| 2006         | カウベルズ パパのビジネスを救え! Cow Belles               | Courtney Callum        | ディズニーチャンネルのテレビ映画 |
| 2007         | Super Sweet 16: The Movie                                 | Sara Connors           | MTV Filmsのテレビ映画            |
| 2009         | ラブリーボーン The Lovely Bones                           | クラリッサ             |                                  |
| 2010         | セクレタリアト/奇跡のサラブレッド Secretariat             | ケイト・トゥイーディー |                                  |
| 2011         | SUPER8/スーパーエイト Super 8                             | ジェン                 |                                  |
| 2018–        | シーラとプリンセス戦士 She-Ra and the Princesses of Power | キャトラ（声の出演）   | 主要キャラクター                 |
| 2018         | サポート・ザ・ガールズ Support the Girls                  | クリスタ               |                                  |